# Holger Hieronymus
Holger Hieronymus (ur. 22 lutego 1959 w Hamburgu) – piłkarz niemiecki grający na pozycji środkowego obrońcy.

## Kariera klubowa
Hieronymus urodził się w Hamburgu, a karierę piłkarską rozpoczął w tamtejszym klubie TuS Hamburg 1880. Następnie trafił do tamtejszego FC St. Pauli i w 1978 roku awansował do kadry pierwszego zespołu. 30 lipca 1978 zadebiutował w 2. Bundeslidze w zremisowanym 0:0 wyjazdowym spotkaniu z Alemannią Akwizgran. W St. Pauli był podstawowym zawodnikiem i rozegrał 29 meczów, w których zdobył 2 gole.
Latem 1979 Hieronymus odszedł do Hamburger SV. 6 października tamtego roku zaliczył swój debiut w pierwszej lidze, w zwycięskim 3:0 domowym spotkaniu z 1. FC Köln. W 1980 roku wywalczył z HSV wicemistrzostwo kraju. Wystąpił także w finale Pucharze Mistrzów, przegranym przez HSV z Nottingham Forest 0:1. W 1981 roku ponownie został wicemistrzem RFN, a w 1982 po raz pierwszy w karierze mistrzem kraju. Zagrał także w finale Pucharze UEFA 1982 z IFK Göteborg (0:1 i 0:3). Z kolei w 1983 roku wywalczył z Hamburger SV podwójną koronę – mistrzostwo kraju oraz Puchar Europy (90 minut w zwycięskim 1:0 meczu z Juventusem). Sezon 1983/1984 to kolejne wywalczone wicemistrzostwo RFN. Jednak 31 marca 1984 w meczu z SV Waldhof Mannheim Holger zerwał więzadła krzyżowe przednie, co zmusiło go do przedwczesnego zakończenia piłkarskiej kariery. Liczył sobie wówczas 25 lat, a w barwach HSV zdołał rozegrać 121 meczów i zdobyć 7 goli w lidze.
Po zakończeniu kariery Hieronymus założył centrum sportowe dla otyłych, a także wraz z byłym partnerem z HSV, Ditmarem Jakobsem (także zakończył karierę z powodu kontuzji) był twórcą ośrodka rehabilitacyjnego dla sportowców. W latach 1998–2002 był generalnym menedżerem w Hamburger SV i w 2001 roku krótko trenerem tego klubu.
| Sezon   | Klub         | Kraj | Rozgrywki     | Mecze | Bramki |
| ------- | ------------ | ---- | ------------- | ----- | ------ |
| 1978/79 | FC St. Pauli | RFN  | 2. Bundesliga | 29    | 2      |
| 1979/80 | Hamburger SV | RFN  | Bundesliga    | 17    | 3      |
| 1980/81 | Hamburger SV | RFN  | Bundesliga    | 23    | 0      |
| 1981/82 | Hamburger SV | RFN  | Bundesliga    | 28    | 1      |
| 1982/83 | Hamburger SV | RFN  | Bundesliga    | 32    | 3      |
| 1983/84 | Hamburger SV | RFN  | Bundesliga    | 21    | 0      |

## Kariera reprezentacyjna
W reprezentacji RFN Hieronymus zadebiutował 2 września 1981 roku w wygranym 2:0 w towarzyskim meczu z Polską. W 1982 roku został powołany przez selekcjonera Juppa Derwalla na Mistrzostwa Świata w Hiszpanii. Tam był rezerwowym i nie wystąpił w żadnym spotkaniu, ale wywalczył srebrny medal. Swoje ostatnie spotkanie w kadrze narodowej rozegrał 13 października tamtego roku z Anglią (2:1). Łącznie zagrał w niej 3 razy.